# غالييت
غالييت هي بلدية في مقاطعة نوفارا في منطقة بيدمونت الإيطالية ، وتقع على بعد حوالي 90 كيلومتر (56 ميل) شمال شرق تورينو ، حوالي 40 كيلومتر (25 ميل) شمال غرب ميلان وحوالي 7 كيلومتر (4 ميل) شمال شرق نوفارا .

## نبذة
تقع غالييت على حدود البلديات التالية: كامريا و نوفارا و رومنتينو و كوقيينو و بيرنات تيشينو و روباتشيتو كون ايندونو و توربيقو ، وهي موطن لقلعة من أواخر القرن الخامس عشر تم بناؤها في عهد عائلة سفورزا في ميلانو ، وملاذ فارالينو الذي يعود إلى القرن السادس عشر ، والذي صممه بيليجرينو تيبالدي .
يتم تضمين أراضي البلدية في منتزه نهر تيسينو الطبيعي.

## جالاتيسي البارزة
- أشيل فارزي (1904-1948) ، بطل سباق الجائزة الكبرى للسيارات.
- ماسيمو ماكاروني (مواليد 1979) ، لاعب كرة قدم إيطالي دولي.

## روابط خارجية
- الموقع الرسمي